# Scobinți
Scobinți – wieś w Rumunii, w okręgu Jassy, w gminie Scobinți. W 2011 roku liczyła 20 700 mieszkańców.